# Riflessi di paura 2
Riflessi di paura 2 (Mirrors 2) è un film diretto da Víctor García. 
Si tratta di un horror statunitense, sequel direct-to-video di Riflessi di paura.

## Trama
Lo studente universitario Max Matheson sopravvive ad un incidente stradale in cui la sua fidanzata Kayla, invece, muore. Per tale motivo, il ragazzo sviluppa problemi psicologici e va in cura presso il Dr. Beaumont, il quale cerca di fargli accettare come l'accaduto sia dipeso esclusivamente dall'altro guidatore. Dal momento in cui il ragazzo ha dei reali miglioramenti, suo padre lo convince a iniziare a lavorare come guardia giurata presso il negozio che gestisce, in seguito alle dimissioni rassegnate dal suo predecessore. Prima che inizi a lavorare, Max conosce alcune persone con cui avrà spesso a che fare sul lavoro: la manager Keller Landreaux, la cliente abituale Jenna McCarty, il socio di suo padre Ryan Parker. In questo frangente, Max vede il riflesso di Jenna in uno specchio compiere azioni differenti rispetto a quelle della donna: subito dopo ella muore, apparentemente lanciata dal suo stesso riflesso attraverso una porta a vetri. Essi si infrangono e lei rimane decapitata.
Max, già sconvolto dall'accaduto, prende servizio come guardia giurata. Quella notte vede il riflesso di Ryan nello specchio mentre viene sventrato: Max prova a contattarlo invano. Poco dopo Ryan viene ritrovato morto, nelle stesse modalità in cui Ryan lo aveva visto morire nello specchio. Max è terrorizzato e decide di lasciare il lavoro: subito dopo aver parlato a telefono con suo padre, il ragazzo vede il riflesso di quest'ultimo morire nello specchio. Precipitatosi a casa, Max riesce a salvare suo padre dal suo stesso riflesso, che stava tentando di ucciderlo. Subito dopo, il ragazzo torna al lavoro e viene interrogato da due agenti, i quali lo ritengono colpevole della morte dei suoi genitori. A questo punto, Max si reca presso lo specchio in cui ha avuto le visioni per cercare di comprendere quale forza sta compiendo tutto ciò: qui vede il suo stesso riflesso, che con una torcia gli indica una strada da seguire. Seguendo la luce il ragazzo scopre una cartella che include informazioni su Eleanor Reigns, ex dipendente nel negozio scomparsa due mesi prima.
Max contatta Elizabeth, sorella maggiore di Eleanor, facendosi raggiungere in negozio. I due scoprono che qualcuno ha cancellato le registrazioni relative alla notte in cui la donna è scomparsa dal computer del negozio, dunque si recano Henry Schow, il responsabile degli strumenti per la sicurezza presenti nel negozio in cui Max lavora. I due scoprono che anche Henry è stato vittima del suo riflesso, il quale gli ha sfregiato la bocca, e che Eleanor è stata invece uccisa. Un flashback mostra cosa è successo: due mesi prima, durante la festa d'inaugurazione del negozio, Jenna e Ryan avevano inserito della droga dello stupro in una bevanda consumata da Eleanor; Keller aveva invece stuprato la ragazza per poi ucciderla mentre provava a scappare via. Henry aveva ritrovato il corpo della ragazza, tuttavia Keller gli aveva ordinato di cancellare il file video che testimoniava il delitto e di insabbiare tutto. Il fantasma di Elizabeth, confinato ormai negli specchi, aveva deciso di vendicarsi dei suoi aguzzini: una volta capito di poter interagire con Max, inoltre, il fantasma lo aveva usato per mettersi in contatto con sua sorella. Max capisce che l'aver sfiorato la morte nell'incidente gli ha donato la facoltà di comunicare con gli spiriti.
Max ed Elizabeth tornano al negozio alla ricerca del corpo di Eleanor. Keller li intercetta e, compreso che loro sanno tutto, li insegue e cerca di strangolare Elizabeth. Max la salva, e questa esperienza di quasi morte permette alla donna di vedere la sorella defunta. Immediatamente dopo, Max e Keller combattono: Keller finisce così nello specchio. A questo punto Eleanor ringrazia Max per l'aiuto e uccide Keller, lasciando Elizabeth e Max in stato di choc. Successivamente, Henry confessa alla polizia il suo ruolo in quanto accaduto: Keller viene dunque incolpato anche per gli omicidi di Jenna e Ryan. Quando Ryan rimane da solo nella sala interrogatori, il fantasma e Eleanor lo aggredisce attraverso lo specchio e uccide Henry, ponendo fine alla sua sete di vendetta.

## Produzione
Le riprese si sono tenute dal 16 novembre al 18 dicembre 2009, in Louisiana.